# Bühnenkiste

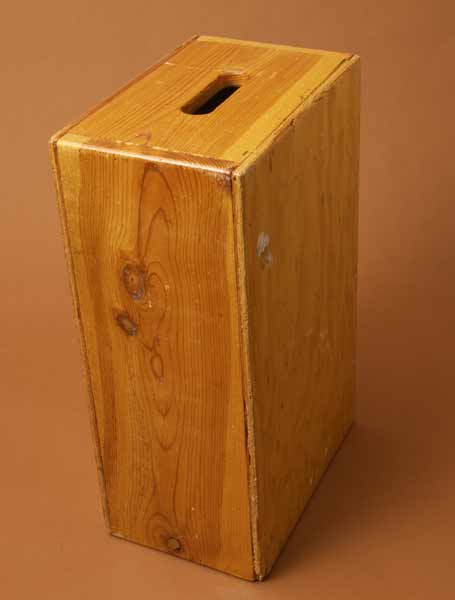
Volle Bühnenkiste

Eine Bühnenkiste (engl.: apple box) ist ein vielseitiges Werkzeug in der Filmproduktion. Bühnenkisten sind feste Bestandteile im Equipment von Bühnenarbeitern, Filmemachern und Fotografen.

## Verwendungszwecke

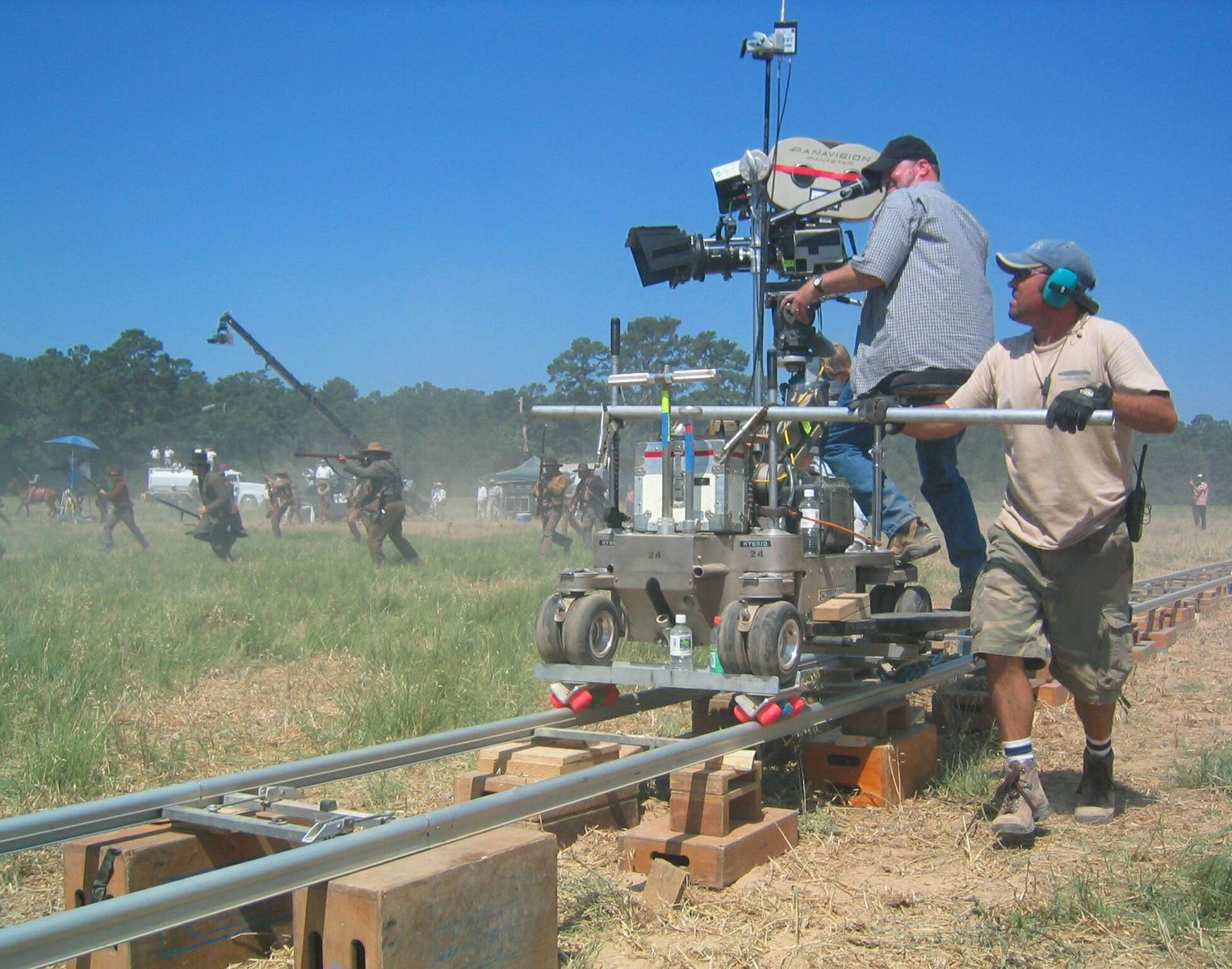
Bühnenkisten im Einsatz zur Erhöhung und Begradigung von Kameraschienen.

Bühnenkisten werden für verschiedene Zwecke eingesetzt, darunter:
- Erhöhung: Bühnenkisten werden genutzt, um Schauspieler, Kameras oder Requisiten auf die gewünschte Höhe zu heben. Dies ermöglicht es, unterschiedliche Perspektiven zu schaffen und den Bildausschnitt zu optimieren.
- Sitzgelegenheit: Insbesondere bei Film- und Fotoshootings dienen Bühnenkisten als improvisierte Sitzgelegenheiten für Schauspieler oder Crewmitglieder.
- Stabilisierung: Bühnenkisten sind robust und stabil, wodurch sie als Plattformen für Ausrüstung oder als stabilisierende Elemente in unebenem Gelände fungieren können.

## Arten von Bühnenkisten
Es gibt verschiedene Größen und Typen von Bühnenkisten. Die Abmessungen von Bühnenkisten sind nicht genormt, es haben sich aber gängige Größen durchgesetzt, darunter:
| Bühnenkisten        | Bühnenkisten      | Bühnenkisten                                                                                             | Bühnenkisten        |
| Bezeichnung         | int. Bezeichnung  | Erläuterung                                                                                              | Größe (in cm)       |
| ------------------- | ----------------- | --- | ------------------- |
| Volle Bühnenkiste   | Full Apple Box    | Die größte Kiste, die oft als Sitzgelegenheit oder Plattform für erhöhte Positionen verwendet wird.      | 50,8 × 30,5 × 20,3  |
| Halbe Bühnenkiste   | Half Apple Box    | Die Hälfte der Höhe einer Full Apple Box, vielseitig einsetzbar für unterschiedliche Höhenanforderungen. | 50,8 × 30,5 × 10,16 |
| Viertel Bühnenkiste | Quarter Apple Box | | 50,8 × 30,5 × 5,08  |
| Flache Bühnenkiste  | Pancake Apple Box | Die kleinste Kiste, ideal für geringfügige Höhenanpassungen oder als zusätzliche Stabilisierung.         | 50,8 × 30,5 × 2,54  |

## Material und Konstruktion
Bühnenkisten werden in der Regel aus robustem Holz hergestellt, um eine stabile Plattform zu gewährleisten. Die Oberfläche kann rutschfest gestaltet sein, um die Sicherheit zu erhöhen.

## Herstellung und Verbreitung
Die Herstellung von Bühnenkisten ist ein traditionelles Handwerk, das oft von Fachleuten in der Veranstaltungs- und Filmbranche ausgeführt wird. Die Verbreitung erstreckt sich über Bühnenproduktionen, Filmsets, Fotostudios und andere Bereiche, in denen Höhenanpassungen und Stabilität erforderlich sind.